# Există joi?
Există joi? este un film românesc din 1988 regizat de Adrian Petringenaru. Rolurile principale au fost interpretate de actorii Valentin Voicilă, Diana Lupescu.

## Prezentare
Filmul este o ecranizare după povestirea „O lumină ciudată” de Paul Everac și Al. G. Croitoru.

## Distribuție
Distribuția filmului este alcătuită din:
- Iurie Darie
- Diana Lupescu — Ina
- Sorin Postelnicu — Crețu
- Marina Procopie — Denisa
- Ion Roxin — Toma
- Cornel Popescu — Sergiu
- Natașa Raab — Maria
- Ileana Predescu — Mama Inei
- Valentin Voicilă — Virgil

## Primire
Filmul a fost vizionat de 112.519 persoane în cinematografele din România, după cum atestă o situație a numărului de spectatori înregistrat de filmele românești de la data premierei și până la data de 31 decembrie 2014 alcătuită de Centrul Național al Cinematografiei.